# Élections législatives de 2012 dans la Seine-Maritime
Les élections législatives françaises de 2012 se déroulent les 10 et 17 juin 2012. Dans le département de la Seine-Maritime, dix députés sont à élire dans le cadre de dix circonscriptions, soit deux de moins que lors des législatures précédentes, en raison du redécoupage électoral.

## Élus
| Circonscription | Député sortant           | Parti | Parti | Groupe | Député élu ou réélu | Parti          | Parti          | Groupe         |
| --------------- | ------------------------ | ----- | ----- | ------ | ------------------- | -------------- | -------------- | -------------- |
| 1re             | Valérie Fourneyron       |       | PS    | SRC    | Valérie Fourneyron  |                | PS             | SRC            |
| 2e              | Françoise Guégot         |       | UMP   | UMP    | Françoise Guégot    |                | UMP            | UMP            |
| 3e              | Pierre Bourguignon       |       | PS    | SRC    | Luce Pane           |                | PS             | SRC            |
| 4e              | Laurent Fabius           |       | PS    | SRC    | Laurent Fabius      |                | PS             | SRC            |
| 5e              | Christophe Bouillon      |       | PS    | SRC    | Christophe Bouillon |                | PS             | SRC            |
| 6e              | Jean-Paul Lecoq          |       | PCF   | GDR    | Sandrine Hurel      |                | PS             | SRC            |
| 7e              | Jean-Yves Besselat       |       | UMP   | UMP    | Édouard Philippe    |                | UMP            | UMP            |
| 8e              | Daniel Paul              |       | PCF   | GDR    | Catherine Troallic  |                | PS             | SRC            |
| 9e              | Daniel Fidelin           |       | UMP   | UMP    | Estelle Grelier     |                | PS             | SRC            |
| 10e             | Alfred Trassy-Paillogues |       | UMP   | UMP    | Dominique Chauvel   |                | PS             | SRC            |
| 11e             | Sandrine Hurel           |       | PS    | SRC    | Siège supprimé      | Siège supprimé | Siège supprimé | Siège supprimé |
| 12e             | Michel Lejeune           |       | UMP   | UMP    | Siège supprimé      | Siège supprimé | Siège supprimé | Siège supprimé |

## Impact du redécoupage territorial
Le département perd deux de ses 12 sièges avec le redécoupage qui entraîne des modifications dans toutes les circonscriptions sortantes.
Ainsi, la disparition des 11e (en fait, la 6e) et 12e entraîne des modifications dans toutes les circonscriptions. Les cantons de Bolbec et Saint-Romain-de-Colbosc passent à la 9e, laquelle donne le canton de Montivilliers à la 7e, qui perd Le Havre II au profit de la 8e ; cette dernière prend également les cantons de Gonfreville-l'Orcher et Le Havre III mais perd Le Havre X ; le canton de Lillebonne va à la 5e, laquelle laisse le canton de Maromme à la 4e. Les cantons d'Argueil, de Buchy et de Gournay-en-Bray sont rattachés à la 2e circonscription, laquelle donne le canton de Mont-Saint-Aignan à la 1re ; les cantons de Bellencombre, Longueville-sur-Scie et Saint-Saëns vont à la 10e ; les autres vont avec l'ancienne 11e pour former une (nouvelle) 6e circonscription.

## Résultats

### Analyse
C'est une victoire large du Parti socialiste à l'échelle du département : il s'empare de huit des dix nouveaux sièges, avec la conquête des sièges d'Yvetot et de Fécamp face à la droite notamment. La droite ne peut se contenter que des circonscriptions de Bois-Guillaume et du Havre-Ouest avec les réélections des députés sortants. Pour la première fois sous la Vè République, le PCF est totalement absent de la délégation parlementaire puisqu'il perd ses deux derniers fiefs : Dieppe et Le Havre-Est où ils sont à chaque fois supplantés par le PS (de moins de 200 voix seulement au Havre-Sud).

### Résultats à l'échelle du département
| Parti          | Parti                              | Premier tour | Premier tour | Second tour | Second tour | Sièges |
| Parti          | Parti                              | Voix         | %            | Voix        | %           | Sièges |
| -------------- | ---------------------------------- | ------------ | ------------ | ----------- | ----------- | ------ |
|                | Parti socialiste                   | 176 842      | 35,51        | 211 100     | 52,14       | 8      |
|                | Europe Écologie Les Verts          | 31 373       | 6,30         | 25 275      | 6,24        | 0      |
|                | Divers gauche dont MRC             | 1 274        | 0,26         |             |             | 0      |
|                | Parti radical de gauche            | 449          | 0,09         | 0           |             |        |
|                | Majorité présidentielle            | 209 938      | 42,16        | 236 375     | 58,38       | 8      |
|                |                                    |              |              |             |             |        |
|                | Union pour un mouvement populaire  | 120 444      | 24,19        | 154 158     | 38,08       | 2      |
|                | Nouveau centre                     | 20 792       | 4,18         | 14 352      | 3,54        | 0      |
|                | Divers droite dont DLR et PCD      | 3 064        | 0,62         |             |             | 0      |
|                | Droite parlementaire               | 144 300      | 28,98        | 168 510     | 41,62       | 2      |
|                |                                    |              |              |             |             |        |
|                | Front national                     | 72 445       | 14,55        |             |             | 0      |
|                | Front de gauche                    | 56 253       | 11,30        | 0           |             |        |
|                | Mouvement démocrate                | 6 987        | 1,40         | 0           |             |        |
|                | Extrême gauche dont LO, NPA et POI | 6 796        | 1,36         | 0           |             |        |
|                | Divers                             | 724          | 0,15         | 0           |             |        |
|                | Extrême droite                     | 332          | 0,07         | 0           |             |        |
|                | Divers écologiste dont AÉI         | 235          | 0,05         | 0           |             |        |
|                |                                    |              |              |             |             |        |
| Inscrits       | Inscrits                           | 877 179      | 100,00       | 787 874     | 100,00      | 10     |
| Abstentions    | Abstentions                        | 370 636      | 42,25        | 359 324     | 45,61       |        |
| Votants        | Votants                            | 506 543      | 57,75        | 428 550     | 54,39       |        |
| Blancs et nuls | Blancs et nuls                     | 8 533        | 1,68         | 23 665      | 5,52        |        |
| Exprimés       | Exprimés                           | 498 010      | 98,32        | 404 885     | 94,48       |        |

### Résultats par circonscription

#### Première circonscription (Rouen-Nord)
| Candidat       | Candidat                           | Parti          | Premier tour | Premier tour | Second tour | Second tour |  |
| Candidat       | Candidat                           | Parti          | Voix         | %            | Voix        | %           |  |
| -------------- | ---------------------------------- | -------------- | ------------ | ------------ | ----------- | ----------- |  |
|                | Valérie Fourneyron sortante réélue | PS             | 15 235       | 41,50        | 19 784      | 57,96       |  |
|                | Cyrille Grenot                     | NC (UMP)       | 10 704       | 29,16        | 14 352      | 42,04       |  |
|                | Guillaume Pennelle                 | FN             | 3 703        | 10,09        |             |             |  |
|                | Carine Goupil                      | FG (PCF)       | 2 891        | 7,88         |             |             |  |
|                | Stéphane Martot                    | EÉLV           | 1 657        | 4,51         |             |             |  |
|                | Didier Polin                       | MoDem          | 1 303        | 3,55         |             |             |  |
|                | José Marin                         | NPA            | 295          | 0,80         |             |             |  |
|                | Benoit Sourd-Blévin                | Pirate         | 258          | 0,70         |             |             |  |
|                | Pierre-Alexandre Besson            | AÉI            | 235          | 0,64         |             |             |  |
|                | Valérie Foissey                    | LO             | 186          | 0,51         |             |             |  |
|                | Véronique Charuel                  | S&P            | 101          | 0,28         |             |             |  |
|                | Hervé Brissard                     | POI            | 77           | 0,21         |             |             |  |
|                | Isabelle Plouchard                 | Divers         | 64           | 0,17         |             |             |  |
|                | Marie-Pierre Quenehen              | Divers         | 0            | 0,00         |             |             |  |
|                |                                    |                |              |              |             |             |  |
| Inscrits       | Inscrits                           | Inscrits       | 64 761       | 100,00       | 64 760      | 100,00      |  |
| Abstentions    | Abstentions                        | Abstentions    | 27 532       | 42,51        | 29 533      | 45,6        |  |
| Votants        | Votants                            | Votants        | 37 229       | 57,49        | 35 227      | 54,4        |  |
| Blancs et nuls | Blancs et nuls                     | Blancs et nuls | 520          | 1,4          | 1 091       | 3,1         |  |
| Exprimés       | Exprimés                           | Exprimés       | 36 709       | 98,6         | 34 136      | 96,9        |  |

#### Deuxième circonscription (Bois-Guillaume)
| Candidat       | Candidat                         | Parti          | Premier tour | Premier tour | Second tour | Second tour |  |
| Candidat       | Candidat                         | Parti          | Voix         | %            | Voix        | %           |  |
| -------------- | -------------------------------- | -------------- | ------------ | ------------ | ----------- | ----------- |  |
|                | Françoise Guégot sortante réélue | UMP            | 20 144       | 36,83        | 27 635      | 52,23       |  |
|                | Véronique Moinet                 | EÉLV           | 19 563       | 35,77        | 25 275      | 47,77       |  |
|                | Élisabeth Lalanne de Haut        | FN             | 7 819        | 14,30        |             |             |  |
|                | Christian Gauthier               | FG (PCF)       | 3 422        | 6,26         |             |             |  |
|                | Alain Ternisien                  | MoDem          | 2 110        | 3,86         |             |             |  |
|                | Chantal Menard                   | PRG            | 449          | 0,82         |             |             |  |
|                | Anthony L'Huillier               | DLR            | 428          | 0,78         |             |             |  |
|                | Catherine Saillard               | NPA            | 393          | 0,72         |             |             |  |
|                | Christelle Torre                 | LO             | 362          | 0,66         |             |             |  |
|                |                                  |                |              |              |             |             |  |
| Inscrits       | Inscrits                         | Inscrits       | 91 521       | 100,00       | 91 508      | 100,00      |  |
| Abstentions    | Abstentions                      | Abstentions    | 35 903       | 39,23        | 37 034      | 40,47       |  |
| Votants        | Votants                          | Votants        | 55 618       | 60,77        | 54 474      | 59,53       |  |
| Blancs et nuls | Blancs et nuls                   | Blancs et nuls | 928          | 1,67         | 1 564       | 2,87        |  |
| Exprimés       | Exprimés                         | Exprimés       | 54 690       | 98,33        | 52 910      | 97,13       |  |

#### Troisième circonscription (Rouen-Sud)
| Candidat       | Candidat           | Parti          | Premier tour | Premier tour | Second tour | Second tour |  |
| Candidat       | Candidat           | Parti          | Voix         | %            | Voix        | %           |  |
| -------------- | ------------------ | -------------- | ------------ | ------------ | ----------- | ----------- |  |
|                | Luce Pane élue     | PS             | 14 870       | 40,48        | 19 813      | 100,00      |  |
|                | Hubert Wulfranc    | FG (PCF)       | 9 036        | 24,60        | Retrait     | Retrait     |  |
|                | Jacques Gaillard   | FN             | 6 495        | 17,68        |             |             |  |
|                | Brigitte Brière    | DLR            | 1 470        | 4,00         |             |             |  |
|                | Brahim Charafi     | MoDem          | 1 418        | 3,86         |             |             |  |
|                | Christophe Chomant | LGM            | 1 388        | 3,78         |             |             |  |
|                | Jean-Pierre Lancry | EÉLV           | 1 219        | 3,32         |             |             |  |
|                | Christine Poupin   | NPA            | 434          | 1,18         |             |             |  |
|                | Pascal Le Manach   | LO             | 291          | 0,79         |             |             |  |
|                | Vincent Crépel     | S&P            | 110          | 0,30         |             |             |  |
|                |                    |                |              |              |             |             |  |
| Inscrits       | Inscrits           | Inscrits       | 69 261       | 100,00       | 69 260      | 100,00      |  |
| Abstentions    | Abstentions        | Abstentions    | 31 564       | 45,57        | 43 933      | 63,43       |  |
| Votants        | Votants            | Votants        | 37 697       | 54,43        | 25 327      | 36,57       |  |
| Blancs et nuls | Blancs et nuls     | Blancs et nuls | 966          | 2,56         | 5 514       | 21,77       |  |
| Exprimés       | Exprimés           | Exprimés       | 36 731       | 97,44        | 19 813      | 78,23       |  |

#### Quatrième circonscription (Elbeuf)
|                | Laurent Fabius sortant réélu | PS             | 25 978 | 52,81  |  |  |  |
|                | Nicolas Bay                  | FN             | 9 029  | 18,36  |  |  |  |
|                | Franck Meyer                 | NC (UMP)       | 6 910  | 14,05  |  |  |  |
|                | Patrice Dupray               | FG (PCF)       | 5 206  | 10,58  |  |  |  |
|                | Claire Lutz                  | EÉLV           | 1 183  | 2,41   |  |  |  |
|                | Regis Louail                 | NPA            | 529    | 1,08   |  |  |  |
|                | Frédéric Podguszer           | LO             | 352    | 0,72   |  |  |  |
|                |                              |                |        |        |  |  |  |
| Inscrits       | Inscrits                     | Inscrits       | 88 988 | 100,00 |  |  |  |
| Abstentions    | Abstentions                  | Abstentions    | 38 814 | 43,62  |  |  |  |
| Votants        | Votants                      | Votants        | 50 174 | 56,38  |  |  |  |
| Blancs et nuls | Blancs et nuls               | Blancs et nuls | 987    | 1,97   |  |  |  |
| Exprimés       | Exprimés                     | Exprimés       | 49 187 | 98,03  |  |  |  |

#### Cinquième circonscription (Barentin)
| Candidat       | Candidat                          | Parti          | Premier tour | Premier tour | Second tour | Second tour |  |
| Candidat       | Candidat                          | Parti          | Voix         | %            | Voix        | %           |  |
| -------------- | --------------------------------- | -------------- | ------------ | ------------ | ----------- | ----------- |  |
|                | Christophe Bouillon sortant réélu | PS             | 26 713       | 49,43        | 33 118      | 66,10       |  |
|                | Valérie Karmere-Loisel            | UMP            | 11 075       | 20,49        | 16 984      | 33,90       |  |
|                | Timothée Houssin                  | FN             | 8 448        | 15,63        |             |             |  |
|                | Valérie Lebrun                    | FG (PCF)       | 2 951        | 5,46         |             |             |  |
|                | Moïse Moreira                     | NC             | 1 474        | 2,73         |             |             |  |
|                | Marie-France Persil               | EÉLV           | 1 438        | 2,66         |             |             |  |
|                | François Pointel                  | DLR            | 765          | 1,42         |             |             |  |
|                | Christophe Poussin                | NPA            | 433          | 0,80         |             |             |  |
|                | Yohann Duval                      | MRC            | 424          | 0,78         |             |             |  |
|                | Simon Sulkowski                   | LO             | 326          | 0,60         |             |             |  |
|                |                                   |                |              |              |             |             |  |
| Inscrits       | Inscrits                          | Inscrits       | 94 267       | 100,00       | 94 283      | 100,00      |  |
| Abstentions    | Abstentions                       | Abstentions    | 39 327       | 41,72        | 42 579      | 45,16       |  |
| Votants        | Votants                           | Votants        | 54 940       | 58,28        | 51 704      | 54,84       |  |
| Blancs et nuls | Blancs et nuls                    | Blancs et nuls | 893          | 1,63         | 1 602       | 3,1         |  |
| Exprimés       | Exprimés                          | Exprimés       | 54 047       | 98,37        | 50 102      | 96,9        |  |

#### Sixième circonscription (Dieppe)
| Candidat       | Candidat                     | Parti          | Premier tour | Premier tour | Second tour | Second tour |  |
| Candidat       | Candidat                     | Parti          | Voix         | %            | Voix        | %           |  |
| -------------- | ---------------------------- | -------------- | ------------ | ------------ | ----------- | ----------- |  |
|                | Sandrine Hurel sortant réélu | PS             | 21 198       | 32,47        | 34 322      | 54,56       |  |
|                | Michel Lejeune sortant       | UMP            | 20 069       | 30,74        | 28 581      | 45,44       |  |
|                | Sébastien Jumel              | FG (PCF)       | 10 803       | 16,55        |             |             |  |
|                | Sophie Petel                 | FN             | 9 614        | 14,73        |             |             |  |
|                | Frédéric Weisz               | EÉLV           | 1 330        | 2,04         |             |             |  |
|                | Serge Renaudin               | MoDem          | 1 246        | 1,91         |             |             |  |
|                | Laurence Baguet              | DLR            | 401          | 0,61         |             |             |  |
|                | Michelle Petiteville         | LO             | 353          | 0,54         |             |             |  |
|                | Rafael Alcaraz-Mor           | NPA            | 274          | 0,42         |             |             |  |
|                |                              |                |              |              |             |             |  |
| Inscrits       | Inscrits                     | Inscrits       | 110 282      | 100,00       | 110 291     | 100,00      |  |
| Abstentions    | Abstentions                  | Abstentions    | 43 994       | 39,89        | 45 049      | 40,85       |  |
| Votants        | Votants                      | Votants        | 66 288       | 60,11        | 65 242      | 59,15       |  |
| Blancs et nuls | Blancs et nuls               | Blancs et nuls | 1 000        | 1,51         | 2 339       | 3,59        |  |
| Exprimés       | Exprimés                     | Exprimés       | 65 288       | 98,49        | 62 903      | 96,41       |  |

#### Septième circonscription (Le Havre-Ouest)
| Candidat       | Candidat                       | Parti                 | Premier tour | Premier tour | Second tour | Second tour |
| Candidat       | Candidat                       | Parti                 | Voix         | %            | Voix        | %           |
| -------------- | ------------------------------ | --------------------- | ------------ | ------------ | ----------- | ----------- |
|                | Édouard Philippe sortant réélu | UMP                   | 18 963       | 39,12        | 24 452      | 50,81       |
|                | Laurent Logiou                 | PS                    | 16 640       | 34,33        | 23 677      | 49,19       |
|                | Angélique Idczak               | FN                    | 5 719        | 11,80        |             |             |
|                | Nathalie Nail                  | FG (PCF)              | 4 446        | 9,17         |             |             |
|                | Marie-Hélène Boileau           | EÉLV                  | 1 152        | 2,38         |             |             |
|                | Thierry Delpeches              | Divers gauche         | 850          | 1,75         |             |             |
|                | Marie-Hélène Duverger          | NPA                   | 193          | 0,40         |             |             |
|                | Juliette Plouin                | LO                    | 162          | 0,33         |             |             |
|                | Nathalie Perret                | Extrême gauche (PPLD) | 142          | 0,29         |             |             |
|                | François Cheverry              | S&P                   | 135          | 0,28         |             |             |
|                | Ousmane Sow                    | Sans étiquette        | 66           | 0,14         |             |             |
|                |                                |                       |              |              |             |             |
| Inscrits       | Inscrits                       | Inscrits              | 89 254       | 100,00       | 88 954      | 100,00      |
| Abstentions    | Abstentions                    | Abstentions           | 40 067       | 44,89        | 39 520      | 44,43       |
| Votants        | Votants                        | Votants               | 49 187       | 55,11        | 49 434      | 55,57       |
| Blancs et nuls | Blancs et nuls                 | Blancs et nuls        | 719          | 1,46         | 1 305       | 2,64        |
| Exprimés       | Exprimés                       | Exprimés              | 48 468       | 98,54        | 48 129      | 97,36       |

#### Huitième circonscription (Le Havre-Est)
| Candidat       | Candidat                    | Parti          | Premier tour | Premier tour | Second tour | Second tour |
| Candidat       | Candidat                    | Parti          | Voix         | %            | Voix        | %           |
| -------------- | --------------------------- | -------------- | ------------ | ------------ | ----------- | ----------- |
|                | Catherine Troallic élue     | PS             | 10 182       | 30,50        | 17 959      | 100,00      |
|                | Jean-Paul Lecoq sortant     | FG (PCF)       | 10 099       | 30,26        | Retrait     | Retrait     |
|                | Agnès Canayer               | UMP            | 6 555        | 19,64        |             |             |
|                | Philippe Fouché-Saillenfest | FN             | 4 875        | 14,60        |             |             |
|                | Pierre Dieulafait           | EÉLV           | 803          | 2,41         |             |             |
|                | Bruno Hirout                | PDF            | 332          | 0,99         |             |             |
|                | Ariane Delamarre            | NC             | 316          | 0,95         |             |             |
|                | Daniel Dieudonné            | LO             | 163          | 0,49         |             |             |
|                | Wilfried Nzue Edzang        | Sans étiquette | 54           | 0,16         |             |             |
|                |                             |                |              |              |             |             |
| Inscrits       | Inscrits                    | Inscrits       | 70 545       | 100,00       | 70 540      | 100,00      |
| Abstentions    | Abstentions                 | Abstentions    | 36 518       | 51,77        | 45 708      | 64,80       |
| Votants        | Votants                     | Votants        | 34 027       | 48,23        | 24 832      | 35,20       |
| Blancs et nuls | Blancs et nuls              | Blancs et nuls | 648          | 1,90         | 6 873       | 27,68       |
| Exprimés       | Exprimés                    | Exprimés       | 33 379       | 98,10        | 17 959      | 72,32       |

#### Neuvième circonscription (Fécamp)
| Candidat       | Candidat               | Parti          | Premier tour | Premier tour | Second tour | Second tour |  |
| Candidat       | Candidat               | Parti          | Voix         | %            | Voix        | %           |  |
| -------------- | ---------------------- | -------------- | ------------ | ------------ | ----------- | ----------- |  |
|                | Estelle Grelier élue   | PS             | 20 654       | 38,06        | 29 069      | 54,40       |  |
|                | Daniel Fidelin sortant | UMP            | 18 180       | 33,51        | 24 369      | 45,60       |  |
|                | Geneviève Salvisberg   | FN             | 7 944        | 14,64        |             |             |  |
|                | Céline Brulin          | FG (PCF)       | 4 393        | 8,10         |             |             |  |
|                | Alain Plantaz          | EÉLV           | 1 417        | 2,61         |             |             |  |
|                | Cédric Lecarpentier    | MoDem          | 910          | 1,68         |             |             |  |
|                | Magali Cauchois        | LO             | 401          | 0,74         |             |             |  |
|                | Myriam Tevenin         | NPA            | 361          | 0,67         |             |             |  |
|                |                        |                |              |              |             |             |  |
| Inscrits       | Inscrits               | Inscrits       | 92 403       | 100,00       | 92 401      | 100,00      |  |
| Abstentions    | Abstentions            | Abstentions    | 37 347       | 40,42        | 37 301      | 40,37       |  |
| Votants        | Votants                | Votants        | 55 056       | 59,58        | 55 100      | 59,63       |  |
| Blancs et nuls | Blancs et nuls         | Blancs et nuls | 796          | 1,45         | 1 662       | 3,02        |  |
| Exprimés       | Exprimés               | Exprimés       | 54 260       | 98,55        | 53 438      | 96,98       |  |

#### Dixième circonscription (Yvetot)
| Candidat       | Candidat                         | Parti          | Premier tour | Premier tour | Second tour | Second tour |  |
| Candidat       | Candidat                         | Parti          | Voix         | %            | Voix        | %           |  |
| -------------- | -------------------------------- | -------------- | ------------ | ------------ | ----------- | ----------- |  |
|                | Alfred Trassy-Paillogues sortant | UMP            | 25 458       | 39,02        | 32 137      | 49,07       |  |
|                | Dominique Chauvel élu            | PS             | 25 372       | 38,88        | 33 358      | 50,93       |  |
|                | Isabelle Gilbert                 | FN             | 8 799        | 13,48        |             |             |  |
|                | Aline Flaux                      | FG (PCF)       | 3 006        | 4,61         |             |             |  |
|                | Jolanta Avril                    | EÉLV           | 1 611        | 2,47         |             |             |  |
|                | Eric Moisan                      | LO             | 539          | 0,83         |             |             |  |
|                | Michèle Mor                      | NPA            | 466          | 0,71         |             |             |  |
|                |                                  |                |              |              |             |             |  |
| Inscrits       | Inscrits                         | Inscrits       | 105 897      | 100,00       | 105 877     | 100,00      |  |
| Abstentions    | Abstentions                      | Abstentions    | 39 570       | 37,37        | 38 667      | 36,52       |  |
| Votants        | Votants                          | Votants        | 66 327       | 62,63        | 67 210      | 63,48       |  |
| Blancs et nuls | Blancs et nuls                   | Blancs et nuls | 1 076        | 1,62         | 1 715       | 2,55        |  |
| Exprimés       | Exprimés                         | Exprimés       | 65 251       | 98,38        | 65 495      | 97,45       |  |